# (3770) Nizami
(3770) Nizami (1974 QT1) – planetoida z pasa głównego asteroid okrążająca Słońce w ciągu 3,25 lat w średniej odległości 2,19 j.a. Odkryła ją Ludmiła Czernych 24 sierpnia 1974 roku.